# فير نينو
فير نينو (بالإسبانية: Fernando Niño Rodríguez)‏ هو لاعب كرة قدم إسباني في مركز الهجوم، ولد في 24 أكتوبر 2000 في روتا في إسبانيا. لعب مع نادي فياريال.

## وصلات خارجية
- فير نينو على موقع الاتحاد الأوربي (الإنجليزية)
- فير نينو على موقع إي إس بي إن إف سي (الإنجليزية)
- فير نينو على موقع قاعدة بيانات كرة القدم.إي يو (الإنجليزية)
- فير نينو على موقع ليكيب (الفرنسية)
- فير نينو على موقع Soccerbase.com (لاعب) (الإنجليزية)
- فير نينو على موقع Soccerway.com (الإنجليزية)
- فير نينو على موقع عالم كرة القدم.نت (الإنجليزية)
- فير نينو على موقع AS.com (الإسبانية)